# Vodka Martini
Pour les articles homonymes, voir Vodka, Martini et Kangourou (homonymie).
Le Vodka Martini ou Vodkatini ou Kangourou est un cocktail à base de vodka et de vermouth. Il est depuis 1953 un des cocktails les plus célèbres de la littérature et du cinéma mondial, en tant que cocktail préféré de l'agent secret britannique James Bond 007, de Ian Fleming, avec ses variantes dry Martini (gin, et vermouth) et Vesper (vodka, gin, Lillet, et citron,,).

## Ingrédients
- 1 dose de vermouth.
- 4 ou 6 doses de vodka.

## Recette
Mélanger dans un shaker (ou dans un verre mélangeur) vodka et vermouth sec avec de la glace. Frapper, remuer, secouer, puis filtrer le mélange, et servir « straight up » (sans glace) dans un verre à cocktail refroidi par de la glace.

Vodka Martini, et variantes dry Martini et Vesper
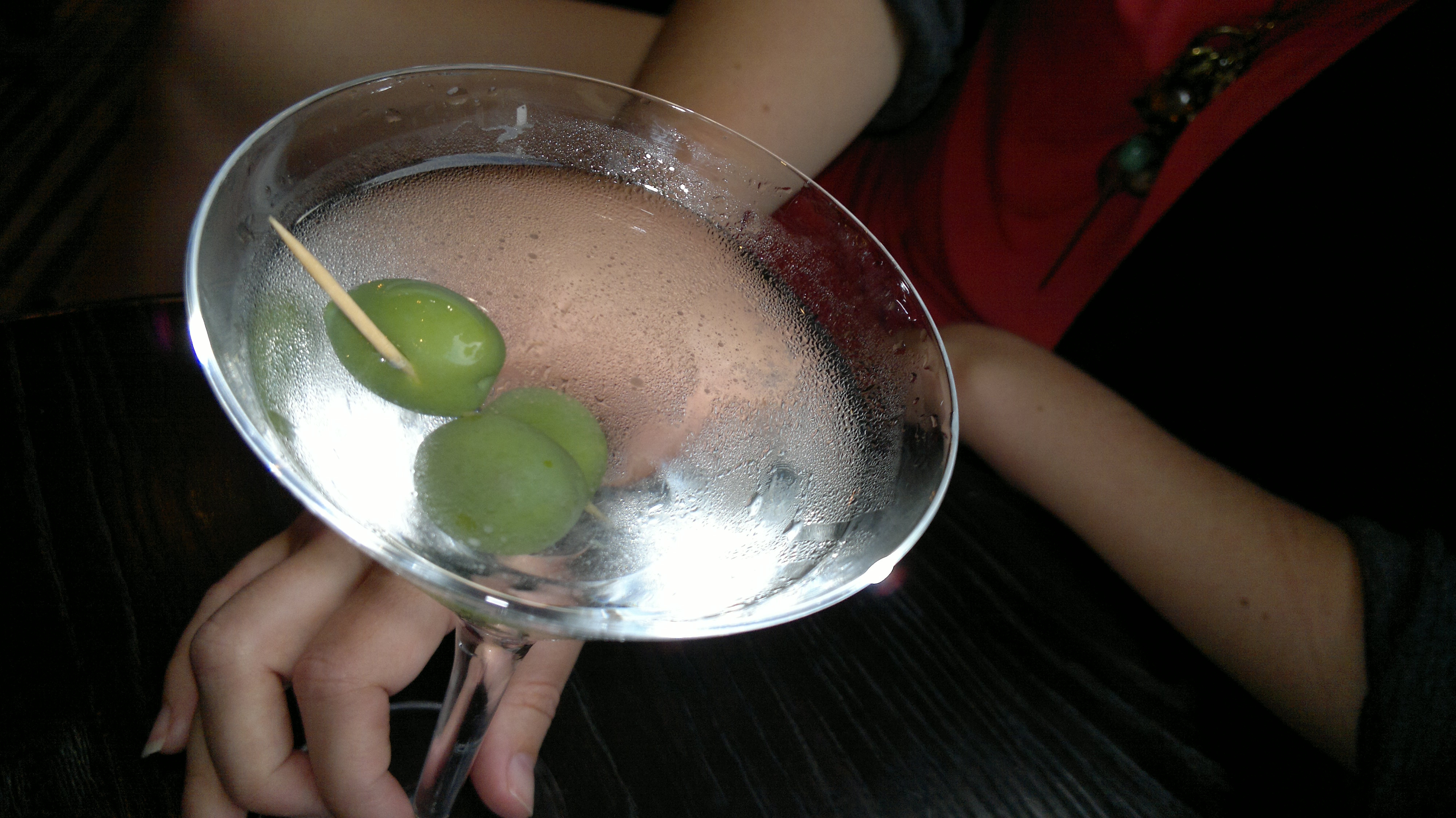
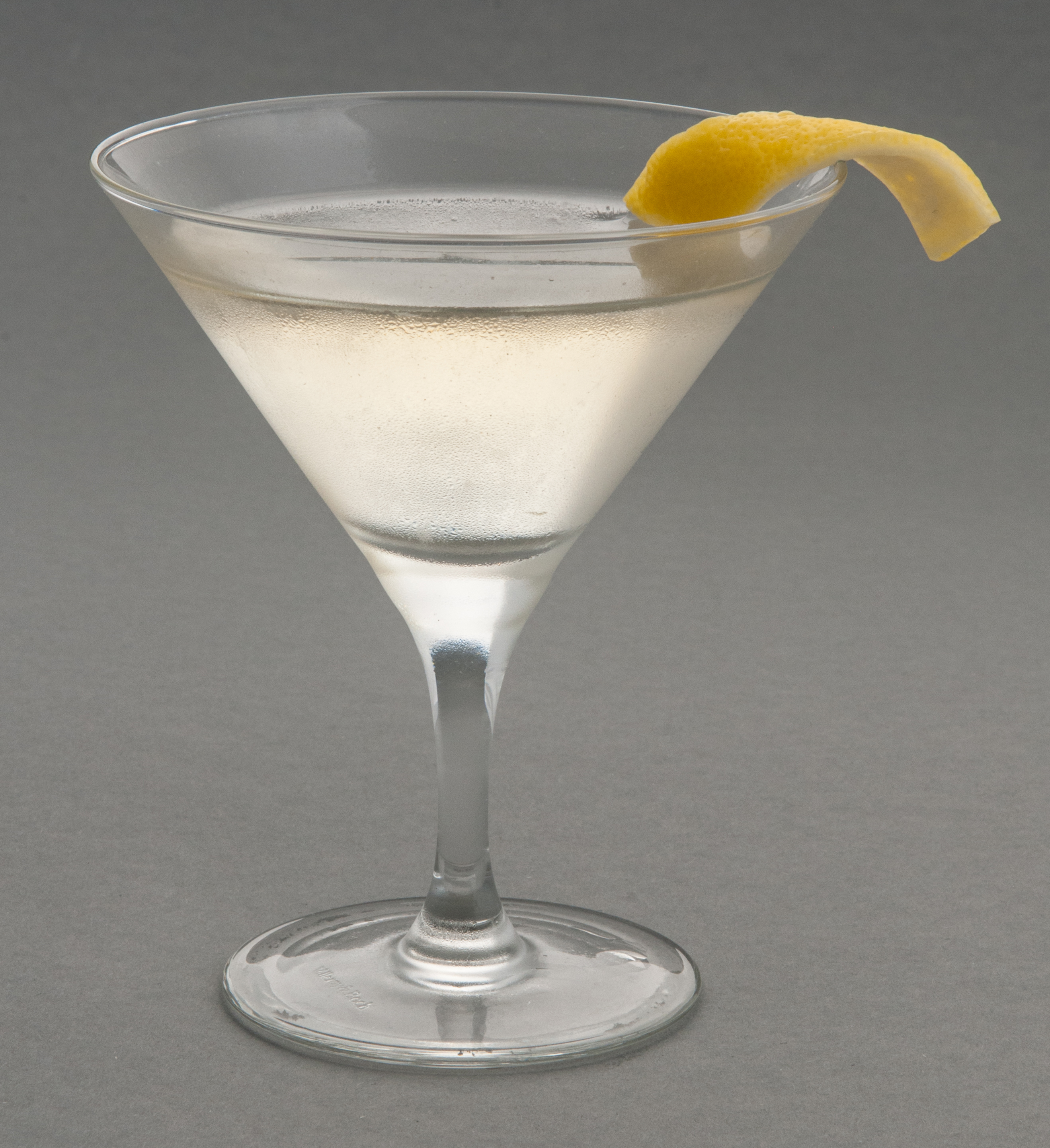
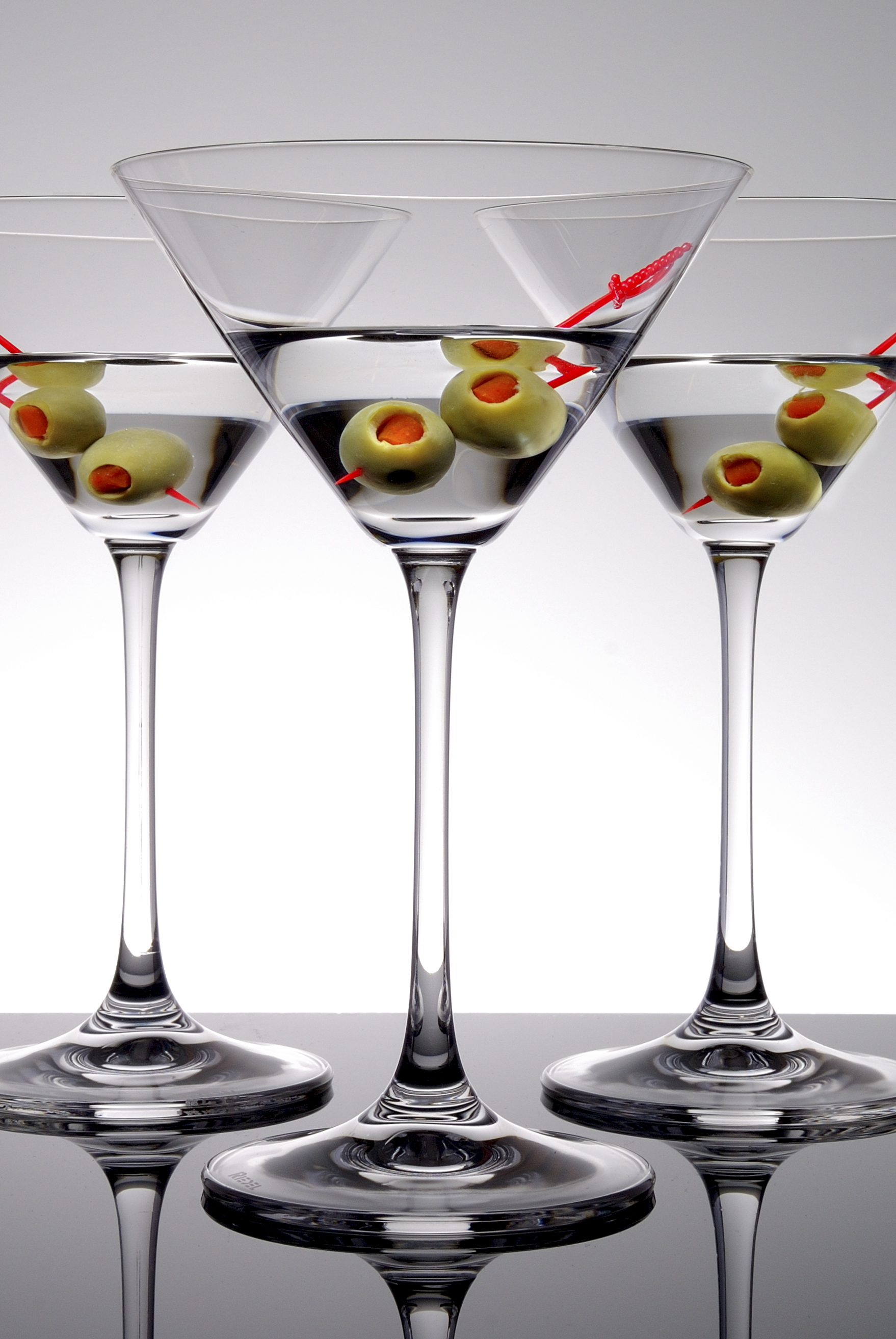

Il peut être agrémenté de quelques olives vertes, d'une tranche ou torsade de citron (une bande d'écorce de citron pressée ou tordue), de câpres, ou d'oignons.

## Dans la sagaJames Bond
Ce cocktail est mondialement connu pour être la boisson favorite, avec ses variantes dry Martini et Vesper, du célèbre agent secret britannique James Bond 007, qui le consomme « shaken, not stirred » (au shaker, pas à la cuillère, en anglais) avec de la Vodka russe si possible (dans ses aventures cinématographiques, moins dans les livres de Ian Fleming). Depuis 007 Spectre de 2015, la marque de Vodka polonaise de luxe Belvedere de LVMH - Moët Hennessy Louis Vuitton est associée à la production des films de James Bond,.

## Variantes
- Martini (gin, vermouth).
- Vesper (gin, vodka, Lillet, citron).
- Green Vesper (avec de l'absinthe à la place du Lillet blanc).
- Queens (gin, vermouth rouge et blanc, jus d'ananas).
- Casino (gin, marasquin, amer à l'orange, jus de citron).
- Créole Crème (rhum, vermouth blanc, jus de citron, sirop de grenadine, Angostura bitters).